# Elefantentreffen
Das Elefantentreffen ist ein Motorrad-Wintertreffen, das jährlich jeweils am ersten Wochenende im Februar oder am letzten Wochenende im Januar abgehalten wird. Es wird vom Bundesverband der Motorradfahrer ausgerichtet.
Seit 1989 ist es im Bayerischen Wald beheimatet, wo es in schneesicherer Lage in einem Talkessel zwischen den Orten Loh, Thurmansbang und Solla in der Nähe der tschechischen Grenze stattfindet. Jedes Jahr nehmen zwischen 5.000 und 10.000 Motorradfahrer aus ganz Europa teil; manche bringen zum Treffen ausgefallene Motorradumbauten und Spezialkonstruktionen mit.

## Geschichte

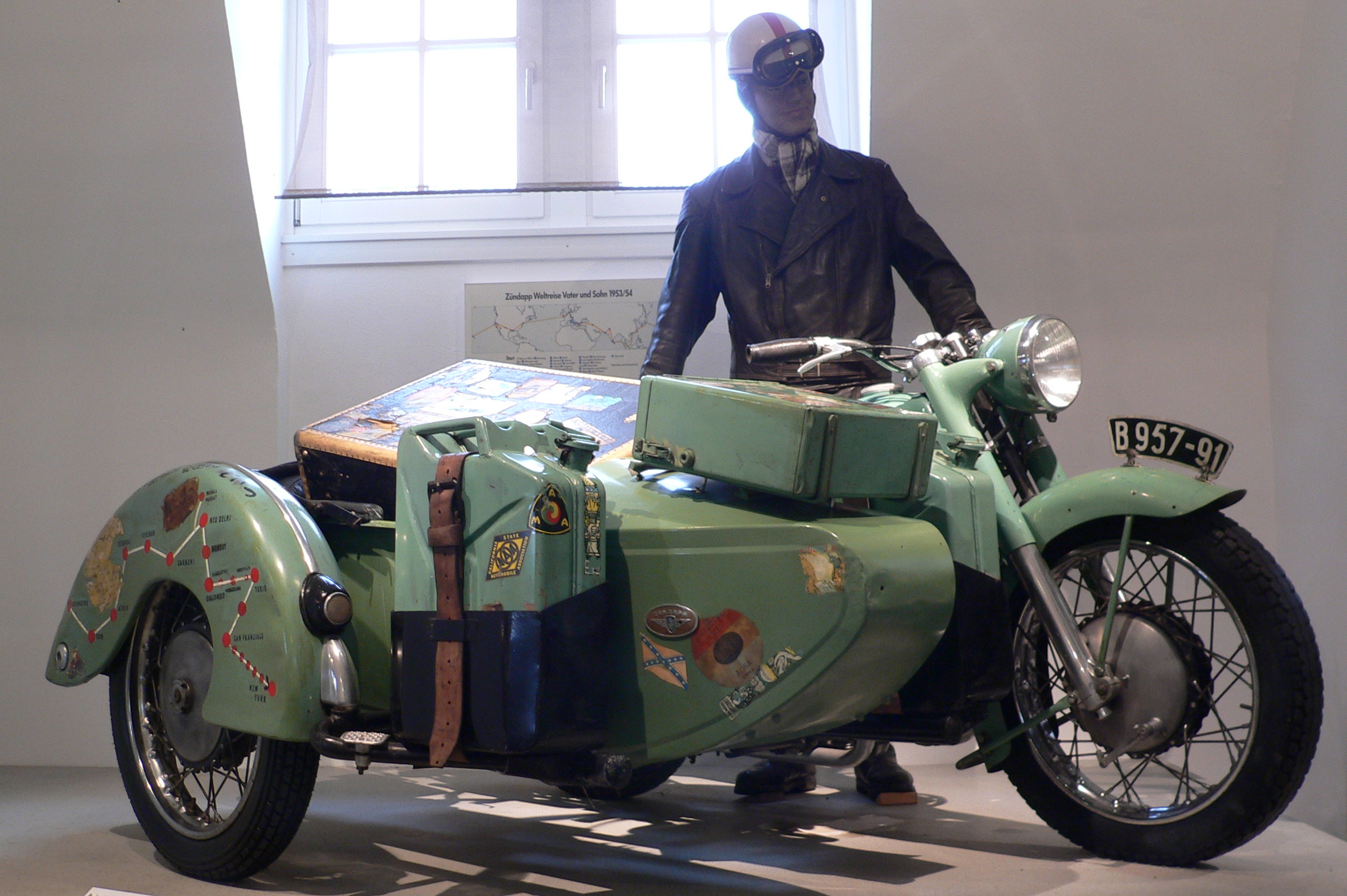
Zündapp KS601

Das Treffen wurde 1956 von Ernst Leverkus gegründet, der es als Treffen für winterharte Fahrer der bekannten Zündapp-KS 601-Gespanne organisiert hatte. Die KS 601 („Grüner Elefant“) gab dem Treffen seinen Namen.
Ursprünglich fand das Treffen 1956 an der Solitude-Rennstrecke in Stuttgart statt. Nach wechselnden Orten übernahm 1961 der BVDM die Veranstalterrolle und platzierte das Treffen am Nürburgring. Nach schwerwiegenden Problemen und organisatorischen Änderungen erfolgte 1978 eine Verlegung an den Salzburgring – im ersten Jahr noch als Notveranstaltung mit 400 Teilnehmern, ab 1979 regulär.
1988 wurde das Treffen abgesagt, da der BVDM nicht mehr in der Lage war das gestiegene Risiko zu tragen und den Auflagen des Standorts nachzukommen. Am Salzburgring fand nur ein privat organisiertes Nottreffen statt. Seit 1989 findet das Treffen auf dem Gelände des Stock-Car-Clubs Solla statt. Wichtigste Änderung ist die komplette Sperrung für alle Fahrzeuge außer Motorrädern im Umkreis von mehreren Kilometern um das Veranstaltungsgelände.
Ende 2010 wurde das Treffen erneut in Frage gestellt: Durch eine Gesetzesänderung waren in Deutschland seitdem bis 2017 auch für Motorräder Winterreifen Pflicht. Für die meisten Typen sind aber gar keine Reifen auf dem Markt. Seitdem bewegten sich die meisten Teilnehmer in einer rechtlichen Grauzone.
Auf Grund der COVID-19-Pandemie fielen die Treffen in den Jahren 2021 und 2022 aus.

## Ausgewählte Teilnahmeregeln
Die wesentlichen Regeln sind, dass Teilnehmer nur auf Motorrädern, Motorradgespannen oder Trikes auf Basis eines Motorrades bis auf das Gelände anreisen dürfen. Auf dem Veranstaltungsgelände werden keine Großzelte geduldet. Feuerwerkskörper, Karbidkanonen, Sirenen und Ähnliches sind verboten und werden beim Betreten des Geländes abgenommen. Der Gebrauch von illegal eingeschmuggelten „Krachmachern“ während der Veranstaltung wird mit Platzverweis geahndet.

## Altes Elefantentreffen
Nachdem das Treffen 1988 abgesagt wurde, organisierten einige Privatleute ein paralleles Ersatztreffen, das seitdem jedes Jahr stattfindet. Seit 1990 firmiert es am Nürburgring unter dem Namen Altes Elefantentreffen. Es findet im Regelfall zwei Wochen nach dem Elefantentreffen in Solla statt.